# Johannes Zahn (Bankier)
Johannes Carl Detloff Zahn (* 21. Januar 1907 in Aachen; † 14. September 2000) war ein deutscher Jurist, Bankier und Bankmanager sowie ab 1972 Verwaltungsratsmitglied des Bankhauses Trinkaus & Burkhardt.

## Leben
Johannes Zahns Eltern waren der Rechtsanwalt Hans Zahn und dessen Ehefrau Käthe Zahn, geborene von Cossel.
Zahn war evangelisch und besuchte das humanistische Gymnasium in Barmen (heute zu Wuppertal gehörig), wo seine jüngeren Brüder geboren wurden. Nach dem Abitur 1925 studierte er an der Eberhard-Karls-Universität in Tübingen Rechtswissenschaft. Am 22. Oktober 1925 wurde er im Corps Rhenania Tübingen aktiv. Am 18. Juni 1926 recipiert, wurde er am 20. Juli 1928 inaktiviert. Er wechselte an die Ludwig-Maximilians-Universität München und die Rheinische Friedrich-Wilhelms-Universität Bonn. 1929 bestand er in Köln das Referendarexamen. Im selben Jahr wurde er in Bonn zum Dr. iur. promoviert. 1930/31 war er Assistent an der Harvard University, wo er 1931 an der Harvard Law School den Grad eines Doctor of Juridical Science (S. J. D.) erwarb.

### Bankwirtschaft
Von 1933 bis 1934 war Zahn juristischer Sachbearbeiter beim Zentralverband des deutschen Bank- und Bankiergewerbes. Er war ab 1934 Assessor, absolvierte die Große juristische Staatsprüfung und ließ sich 1935 in Berlin als Rechtsanwalt nieder. Zugleich war er von 1935 bis 1937 Geschäftsführer des Deutschen Instituts für Bankwissenschaften und Bankwesen. Anschließend war er ab 1937 Justitiar, Prokurist, später Abteilungsdirektor der Reichs-Kredit-Gesellschaft AG.
Im Zweiten Weltkrieg diente er von 1939 bis 1945 bei der Wehrmacht. Dabei war er von 1940 bis 1943 Verwalter für englische und amerikanische Banken in Belgien. 1946 trat er als Bankier in das Bankhaus C. G. Trinkaus in Düsseldorf ein. Im Jahr darauf wurde er Mitinhaber der Bank. Bis 1972 gehörte er dem Finanzinstitut als persönlich haftender Gesellschafter und zuletzt als Seniorpartner an. Als die Bankhäuser Trinkaus (Düsseldorf) und Burkhardt (Essen) Anfang 1972 zu Trinkaus & Burkhardt fusionierten, wechselte Zahn aus der aktiven Geschäftsleitung in den Verwaltungsrat, dessen Vorsitz er lange Zeit innehatte. Als im September 1952 in Mexiko-Stadt die Wahlen der ersten deutschen Direktoren für die Weltbank und den Internationalen Währungsfonds anstanden, wurde Zahn die Aufgabe übertragen, als geschäftsführender Direktor die Belange der Bundesrepublik Deutschland und Jugoslawiens bei der Internationalen Bank für Wiederaufbau und Entwicklung in Washington, D.C. zu vertreten. Im August 1954 trat Zahn auf eigenen Wunsch von diesem Posten zurück, um sich wieder stärker seiner Arbeit als Seniorteilhaber des Bankhauses C. G. Trinkaus widmen zu können. Schwerpunkt seiner Arbeit bei Trinkaus & Burkhardt waren das Auslandsgeschäft und Wertpapiere.

### Ehrenämter
Johannes C. D. Zahn erwarb sich große Verdienste um die Verbesserung der wirtschaftlichen Beziehungen zwischen der Bundesrepublik Deutschland und ihren (westlichen) Nachbarstaaten. Er trug entscheidend bei zum Abbau des Misstrauens gegen Deutschland in den ersten Nachkriegsjahren. Eine Vielzahl von Mandaten und Funktionen, insbesondere auch Ehrenstellungen in wichtigen Organisationen bestätigten sein engagiertes Wirken auf diesem Gebiet. Er war von 1960 bis 1976 Königlich norwegischer Wahlkonsul für Nordrhein-Westfalen, langjähriger Präsident der Deutsch-Belgisch-Luxemburgischen Handelskammer sowie Vizepräsident der Deutschen Handelskammer für Spanien. Er war Mitglied der offiziellen Deutsch-Französischen Industrie- und Handelskammer (Paris) und des Außenhandelsbeirats des Bundesministeriums für Wirtschaft. Von 1966 bis 1976 war er Präsident der Rheinisch-Westfälischen Börse zu Düsseldorf. Als Vorsitzender des Ausschusses für Konzernrecht beteiligte er sich an der damaligen Reform des deutschen Aktiengesetzes. Außerdem engagierte er sich als Mitbegründer und späterer Vizepräsident der Deutschen Schutzvereinigung für Wertpapierbesitz. Er saß in vielen Aufsichtsräten. Zudem war er erster deutscher Expeutise-Direktor der Weltbank.

### Privates
Johannes Zahn lebte in Düsseldorf. In seiner Freizeit spielte er Violine und Golf. Michael Zahn, Joachim Zahn (1914–2002) und Eberhard Zahn (1910–2010) waren seine Brüder.
Verheiratet war er seit 1938 mit Lotte-Viktoria Zahn, geborene Brandeis, aus Mühlheim. Sie hatten drei Töchter (Monica, Victoria und Charlotte) und einen Sohn, Philipp Zahn (Vorstandsmitglied bei MAN).

## Ehrungen
- Orden Leopolds II., Kommandeur (Belgien, 1965)
- Verdienstorden des Großherzogtums Luxemburg, Kommandeur (1965)
- Goldene Ehrenplakette der Industrie- und Handelskammer Düsseldorf
- Zivilverdienstorden, Kommandeur (1967)
- Verdienstorden der Bundesrepublik Deutschland, Großes Verdienstkreuz (1968)
- Ehrenprofessor, durch die nordrhein-westfälische Landesregierung (1972)
- Ehrenmitglied des Corps Rhenania Tübingen (22. Juli 1977)
- Sankt-Olav-Orden, Kommandeur (Norwegen, 1978)
- Ehrenvorsitzender des Aufsichtsrates von HSBC Trinkaus & Burkhardt

## Veröffentlichungen
- Banktechnik des Außenhandels. 1956; 6. Auflage 1972.
- Zahlung und Zahlungssicherung im Außenhandel. 1957; 6. Auflage 1985.
- Der Privatbankier. 1963; 3. Auflage 1972.
- Wirtschaftsführertum und Vertragsethik im Neuen Aktienrecht. 1934.